# 조지 B. 세이츠

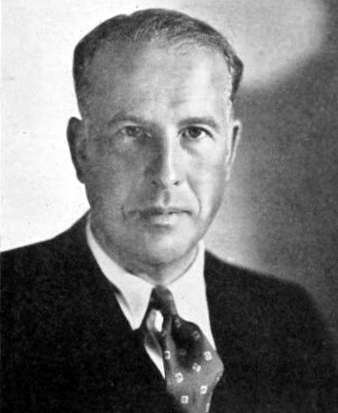

조지 B. 세이츠(George Brackett Seitz, 1888년 1월 3일 ~ 1944년 7월 8일)는 미국의 영화 감독, 각본가, 극작가, 배우, 영화배우, 영화 프로듀서이다.
보스턴에서 태어났으며 할리우드에서 사망하였다.

## 영화
- 라이프 비긴즈 포 앤디 하디 (1941년)
- 앤디 하디의 개인비서 (1941년)
- 앤디 하디 미츠 드뷰탄트 (1940년)
- 모히칸 족의 최후 (1936년)
- 배상금 (1928년)
- 폴라인의 모험 (1914년)